# شكري كافي
شُكري كافي (من مواليد 11 نوفمبر 1947) هو رجل أعمال ومحسن هندوراسي، اشتهر بكونه مؤسس Lácteos de Honduras S.A. - المعروفة باسم لاكثوسا - أكبر شركة ألبان في هندوراس. وهو أيضًا عضو مؤسس، إلى جانب إخوته لويس وإدواردو، في شركة Luz y Fuerza de San Lorenzo Sociedad Anónima - المعروفة باسم لوفوسا - وهي أكبر مورد للكهرباء في هندوراس.

## النشأة والتعليم والعمل
ولد كافي في تيغوسيغالبا، هندوراس، وحصل على بكالوريوس في العلوم والآداب من معهد سان فرانسيسكو في عام 1965، ثم انتقل بعد ذلك إلى واشنطن العاصمة بالولايات المتحدة للالتحاق بجامعة جورج تاون. تخرج من جامعة جورجتاون بدرجة بكالوريوس في إدارة الأعمال عام 1971. عمل كافي في شركة والديه حتى عام 1974، عندما أسس شركة New Mark Representaciones S.R.L.، والتي "تمثل الشركات المحلية والدولية" التي تمارس الأعمال التجارية في هندوراس. وفي عام 1984 عُيين كافي "قنصل فخري للالأردن" في هندوراس. في 2023 قرر مجلس الوزراء الأردني إنهاء دور شكري كافي من منصب القنصل الفخري في هندوراس، بعد ورود تقارير عن تورطه في قضايا فساد.

## لاكثوسا ولوفوسا
في عام 1988، أسس كافي شركة لاكثوسا، في البداية بوصفها شركة ألبان، وفي عام 1994، أسس هو وإخوته شركة لوفوسا للكهرباء. في عام 2004، منح اتحاد غرف التجارة في أمريكا الوسطى (FEMAMCO) شكري كافي وسام FEMAMCO لتشجيع وتعزيز العمل التكاملي في أمريكا الوسطى، كونه مشغل للاكثوسا. من خلال هذه الشركات، زادت ثروة ونفوذ عائلة كافي بشكل كبير، لدرجة أن دراسة أجرتها مؤسسة فريدريش إيبرت عام 2006 وصفت كافي بأنه أحد "أقوى الرجال في هندوراس"، مستشهدة بدور كافي فيما يتعلق بشركة بلوفوسا. كما أشارت عدد من الدراسات إلى أن كافي مؤثر في مجموعة متنوعة من فئات المنتجات الأخرى، لا سيما بما في ذلك منتجات الألبان وعصير الفاكهة التي تبيعها شركة لاكثوسا.